# 대기 데이터 컴퓨터
대기 데이터 컴퓨터는 획득한 대기 데이터를 처리하는 시스템을 말하며, 계산 처리된 압력과 온도는 컴퓨터로 입력되어 비행과 관련된 계기 (마하, 대기속도, 고도)로 전송되며, 다른 시스템(IRS, AFDS, FMC, FDR, EEC, TMC, GPWS, ATC 등)에도 사용된다. 항공기에 두 개의 ADC를 장착하여 신호를 감시하고 비정상적인 신호를 발견하면 경고를 내보내며, 정상적인 신호를 계기에 사용한다.

## 같이 보기
- 중앙 항공 데이터 컴퓨터